# Ультиматум (альбом)
Ультиматум — восьмой студийный альбом панк-группы «Последние танки в Париже».

## Об альбоме
В отличие от предыдущего холодного индустриального пост-панкового альбома Порядок вещей, стиль этого альбома стал хардкор-панковым, с элементами нойза и «грязной» психоделии. Тексты песен написаны в духе анархизма. Рецензенты называют этот альбом, «предельной концентрацией протеста и чёткой артикуляцией радикализма как единственного возможного способа существования». В качестве виолончелиста в записи принял участие Павел Лабутин из группы Химера (также принимал участие в записи альбома «2084»). Композиция «Андеграунд» — ностальгия по временам TaMtAmа; отсылает к творчеству Эдуарда Старкова. Название песни «Смерть в кредит» заимствовано из одноимённого романа Луи-Фердинанда Селина.
Альбом был выложен в интернет для бесплатного скачивания 25 октября 2012 года.

## Список композиций
| №   | Название             | Длительность |
| --- | -------------------- | ------------ |
| 1.  | «Ситуация»           | 3:05         |
| 2.  | «Жизнь за царя»      | 1:54         |
| 3.  | «Всё позволено»      | 2:36         |
| 4.  | «Смерть в кредит»    | 3:41         |
| 5.  | «Война»              | 2:25         |
| 6.  | «Что делать»         | 2:49         |
| 7.  | «Стукач»             | 1:01         |
| 8.  | «Ультиматум»         | 2:10         |
| 9.  | «Третий отдел»       | 4:01         |
| 10. | «Ночь длинных ножей» | 2:01         |
| 11. | «Трава и таблетки»   | 2:56         |
| 12. | «Андеграунд»         | 4:16         |

## Участники записи
- Лёха Никонов — вокал, гитара
- Егор Недвига — бас-гитара, бэк-вокал
- Антон Докучаев — гитара
- Денис Антонов — барабаны, бэк-вокал
- Павел Лабутин (Химера) — виолончель